# Helen Steiner Rice
Helen Steiner Rice (ur. 1900, zm. 1981) – amerykańska poetka religijna. 

## Życiorys
Urodziła się 19 maja 1900 jako Helen Elaine Steiner, córka Johna i Anny Steinerów z miejscowości Lorain w stanie Ohio. Jeszcze w szkole średniej zamierzała być politykiem. Kiedy jednak John Steiner zmarł w 1918 na grypę, zajęła się utrzymaniem matki i siostry. Poszła do pracy w Lorain Electric Light and Power Company. Później została rzeczniczką Ohio Public Service Company. Zmarła 23 kwietnia 1981.